# منصور سيك
منصور سيك (بالفرنسية: Mansour Seck)‏ هو مغني سنغالي، ولد في 1955 في بُدُر في السنغال.

## وصلات خارجية
- منصور سيك على موقع IMDb (الإنجليزية)
- منصور سيك على موقع الموسوعة البريطانية (الإنجليزية)
- منصور سيك على موقع ميوزك برينز (الإنجليزية)
- منصور سيك على موقع ديسكوغز (الإنجليزية)